# Baie de Londres
La baie de Londres est un bras de mer rectiligne d'une dizaine de kilomètres de long entre l'île Foch et l'île Saint-Lanne Gramont, deux petites îles au nord-ouest de l'île principale des îles Kerguelen.

## Géographie
Depuis l'océan, on y accède via le nord-est par le golfe Choiseul, que forment les îles Leygues au nord-est, l'île Howe à l'est, l'île Foch au sud-est, l'île Saint-Lanne Gramont au sud-ouest et la pointe nord de la péninsule Loranchet à l'ouest.
En son autre extrémité, au sud-est, la baie de Londres débouche sur la baie du Français, son prolongement naturel, au niveau du nord de la presqu'île de la Société de géographie, tout comme la baie Blanche, le bras de mer presque parallèle qui sépare Saint-Lanne Gramont de la péninsule Loranchet.